# 羅德里戈·薩拉薩爾
羅德里戈·薩拉薩爾·马丁内斯（西班牙語：Rodrigo Zalazar Martínez；1999年8月12日—）是一位烏拉圭足球運動員，在場上的位置是進攻中場。目前效力於葡超球隊布拉加。烏拉圭國家足球隊成員。

## 俱樂部生涯
2019年7月2日與德国足球甲级联赛的法蘭克福足球俱樂部簽下為期四年的合約。